# Runst
Der Runst ist ein Fließgewässer im bayerischen Landkreis Traunstein.

## Verlauf
Das Gewässer entsteht wenig südsüdwestlich von Grabenstätt auf etwa 520 m ü. NHN und nimmt schon nach gut 200 Metern im Ort das Pfarrerbacherl auf, das nach Länge wie Teileinzugsgebiet der weit bedeutendere Oberlauf ist und etwa 1,6 km südsüdöstlich von Grabenstätt nahe der A 8 entsteht.
Die Runst durchzieht dann unterhalb des Ortes das Grabenstätter Moos in zwei schnurgeraden Abschnitten als Graben neben Wirtschaftswegen bis zur Mündung in den Chiemsee, welcher auf historischen Karten vor der Chiemseesenkung noch nicht als solcher erkennbar ist.

## Pfarrerbacherl
Der Hauptoberlauf Pfarrerbacherl entspringt auf etwa 577 m ü. NHN im Wald nördlich des Weilers Gutharting von Grabenstätt. Er fließt in waldreicher Landschaft anfangs etwa westwärts, kehrt sich dann am Fuß des Eichbergs auf nördlichen Lauf an den rechts auf niedrigerem Hügel stehenden Einöden Kalsberg und Unteraschau vorbei, bis er sich zuletzt in Grabenstätt auf seinem letzten Drittelskilometer nach Westen wendet. Er mündet dann fast am Westrand der Ortsbebauung nach etwa 2,5 km langem Lauf von rechts und auf etwa 520 m ü. NHN in die dort sehr viel kürzere Runst, der er den Abfluss eines etwa 1,0 km² großen Teileinzugsgebietes zuführt.